# 이상 적분

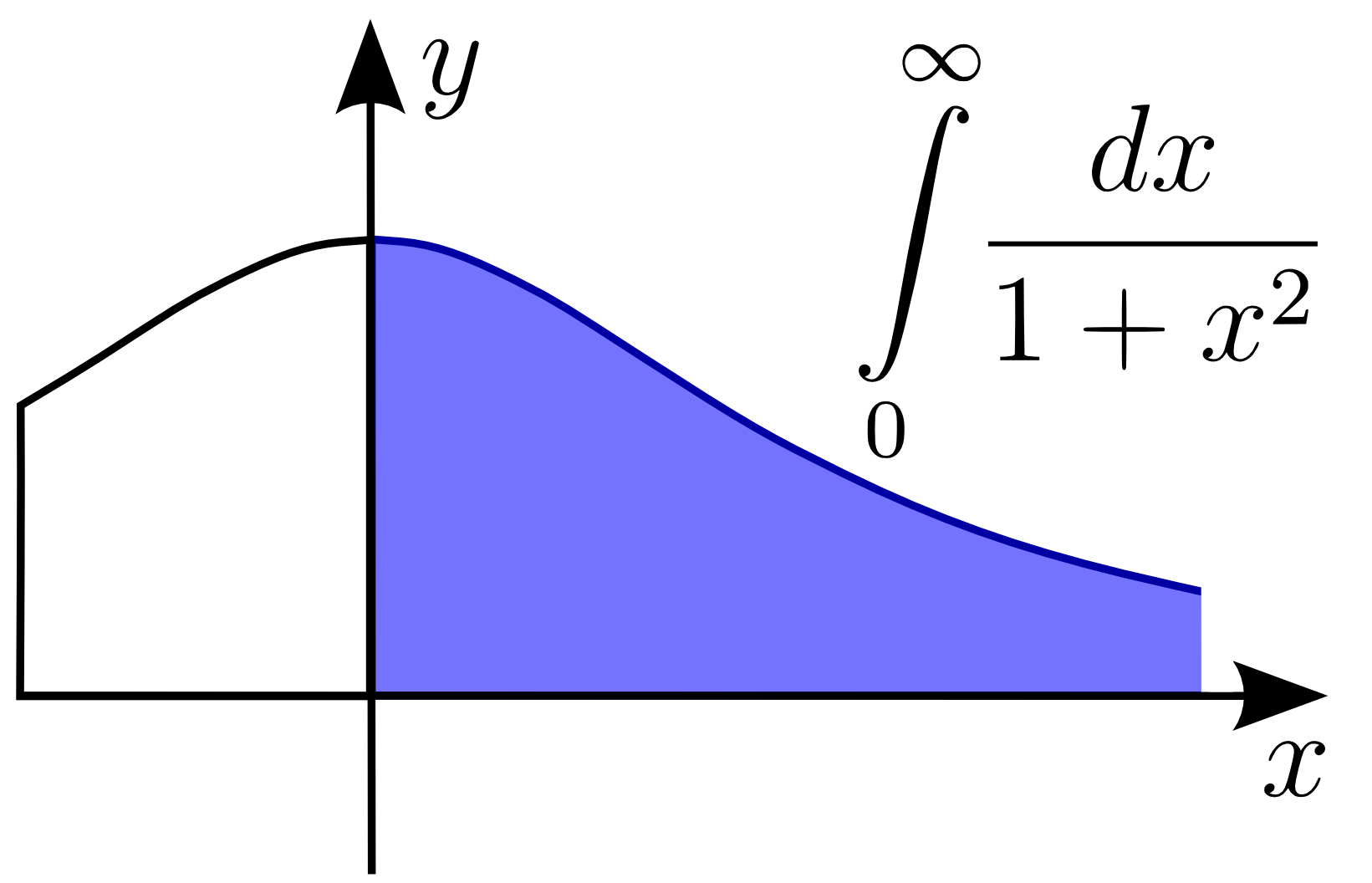
적분 구간의 길이가 무한한 경우의 이상 적분

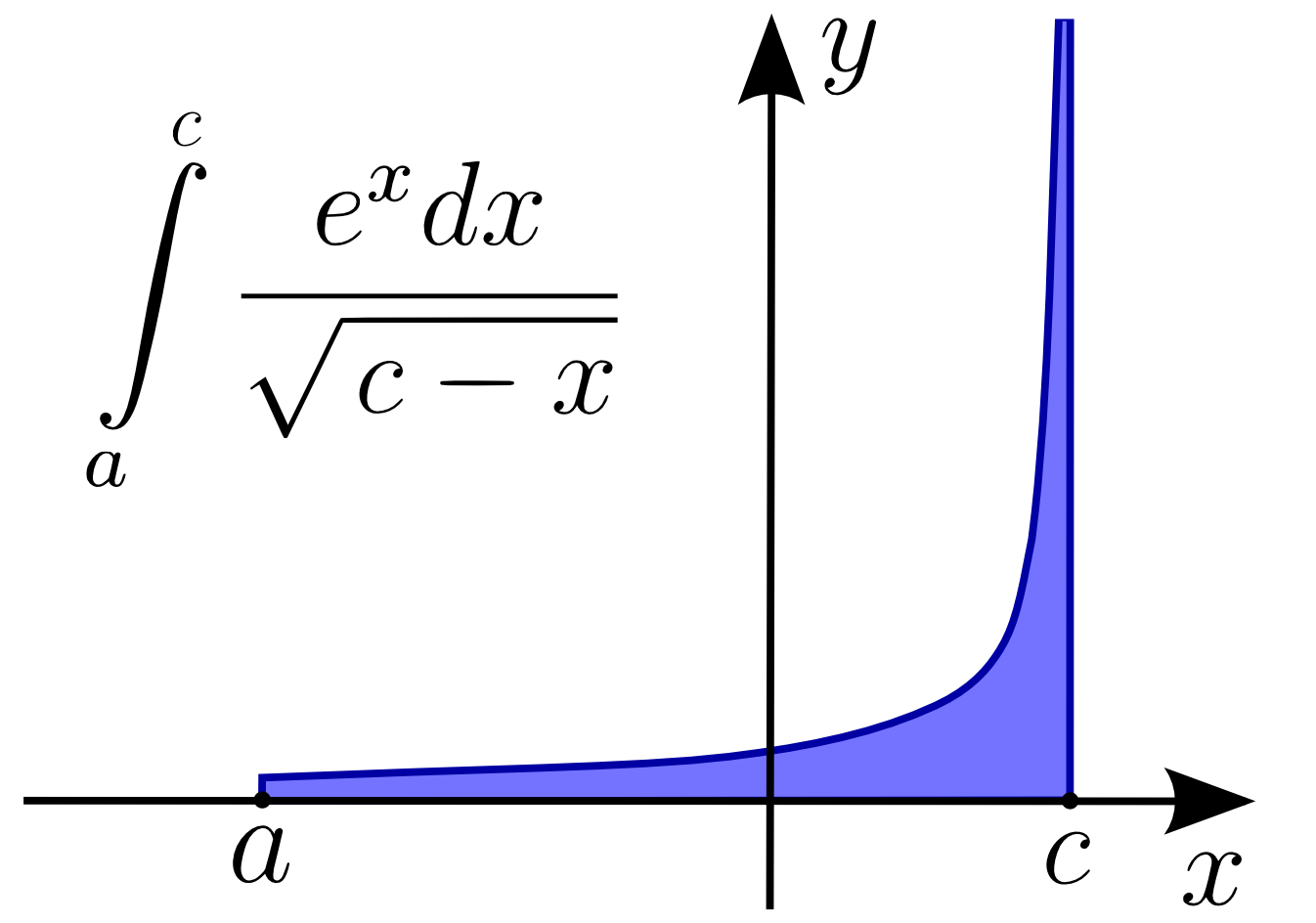
함수가 끝점에서 국소 유계 함수가 아닌 경우의 이상 적분

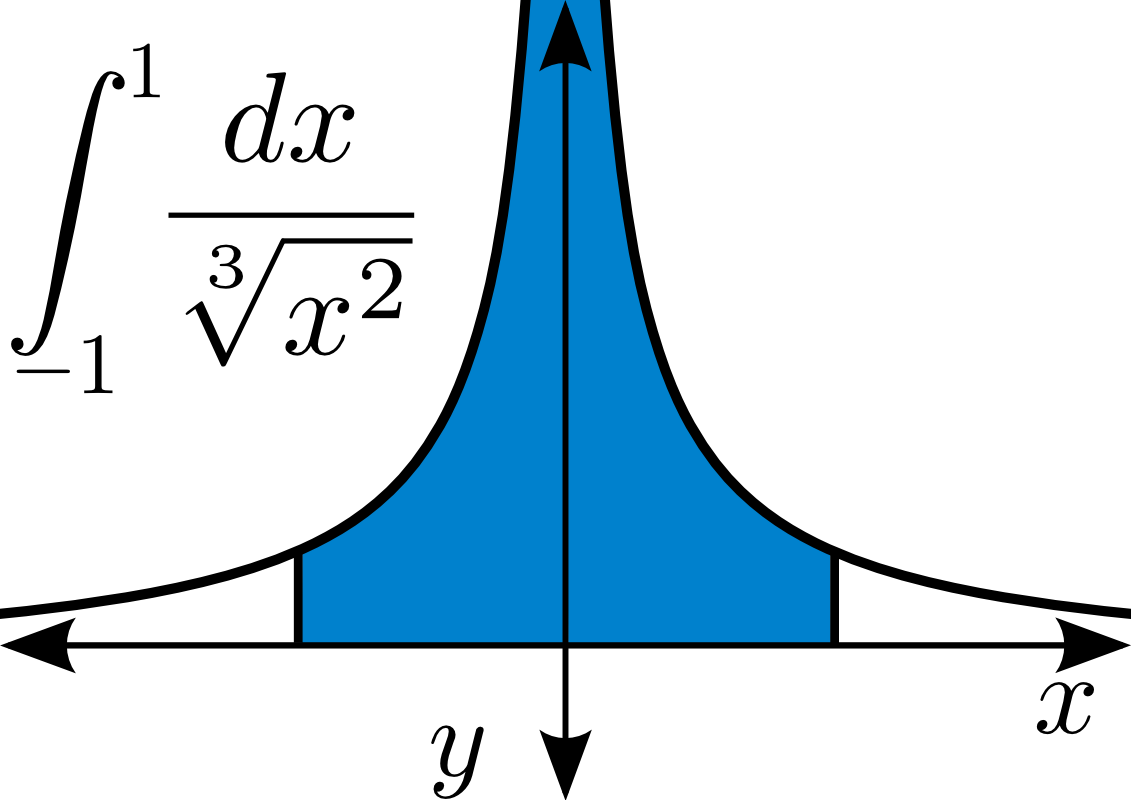
구간 내에서 함수가 수직 점근선을 갖는 적분. 이 경우 함수가 정의되지 않는 0을 제외한 나머지 구간 [-1, 0), (0, 1]에서 각각 이상 적분해야 한다.

해석학에서 이상 적분(異常積分, 영어: improper integral)은 보통의 적분이 적분 상한이나 하한이 변할 때 취하는 극한으로 정의되는 적분이다. 리만 적분을 비롯한 일부 적분들의 정의를 넓혀준다.

## 정의
실수 구간에 정의된 실숫값 함수
{\displaystyle f\colon [a,b]\setminus \{-\infty ,\infty \}\to \mathbb {R} \qquad (-\infty \leq a<b\leq \infty )}
에 대하여, 다음을 만족시키는 {\displaystyle n\in \mathbb {N} } 및 {\displaystyle a=c_{0}<c_{1}<\cdots <c_{n}=b}가 존재한다고 하자.
- 임의의 {\displaystyle k=1,2,\dots ,n} 및 {\displaystyle [\gamma _{k},\delta _{k}]\subseteq (c_{k-1},c_{k})}에 대하여, {\displaystyle \int _{\gamma _{k}}^{\delta _{k}}f(x)\mathrm {d} x\in \mathbb {R} }가 존재한다.

그렇다면, {\displaystyle f}의 이상 적분은 다음과 같은 극한이다.
{\displaystyle {\begin{aligned}\int _{a}^{b}f(x)\mathrm {d} x&=\lim _{\gamma _{1}\to c_{0}+0}\lim _{\delta _{1}\to c_{1}-0}\cdots \lim _{\gamma _{n}\to c_{n-1}+0}\lim _{\delta _{n}\to c_{n}-0}\sum _{k=1}^{n}\int _{\gamma _{k}}^{\delta _{k}}f(x)\mathrm {d} x\\&=\sum _{k=1}^{n}\left(\lim _{\gamma _{k}\to c_{k-1}+0}\int _{\gamma _{k}}^{\frac {x_{k-1}+x_{k}}{2}}f(x)\mathrm {d} x+\lim _{\delta _{k}\to c_{k}-0}\int _{\frac {x_{k-1}+x_{k}}{2}}^{\delta _{k}}f(x)\mathrm {d} x\right)\end{aligned}}}
물론 이상 적분은 존재하지 않을 수 있다. 존재한다면, 이상 적분이 수렴(收斂)한다고 하며, 존재하지 않는다면, 이상적분이 발산(發散)한다고 한다. 함수의 절댓값의 이상 적분
{\displaystyle \int _{a}^{b}|f(x)|\mathrm {d} x}
의 수렴은 원래 이상 적분의 수렴보다 더 강한 조건이다. 절댓값의 이상 적분이 수렴한다면, 원래 이상 적분이 절대 수렴(絶對收斂)한다고 한다. 수렴하지만 절대 수렴하지 않는 이상 적분을 조건 수렴(條件收斂)한다고 한다.

### 특이 적분
특히, 실수 함수 {\displaystyle f\colon [a,b)\to \mathbb {R} \qquad (-\infty <a<b\leq \infty )}가 임의의 {\displaystyle [a,\beta ]\subseteq [a,b)} 위의 적분 가능 함수라고 할 때, {\displaystyle f}의 이상 적분은 다음과 같은 극한이다.
{\displaystyle \int _{a}^{b}f(x)\mathrm {d} x=\lim _{\beta \to b-0}\int _{a}^{\beta }f(x)\mathrm {d} x}
마찬가지로, 실수 함수 {\displaystyle f\colon (a,b]\to \mathbb {R} \qquad (-\infty \leq a<b<\infty )}가 임의의 {\displaystyle [\alpha ,b]\subseteq (a,b]} 위의 적분 가능 함수라고 할 때, {\displaystyle f}의 이상 적분은 다음과 같은 극한이다.
{\displaystyle \int _{a}^{b}f(x)\mathrm {d} x=\lim _{\alpha \to a+0}\int _{\alpha }^{b}f(x)\mathrm {d} x}
또한, 실수 함수 {\displaystyle f\colon (a,b)\to \mathbb {R} \qquad (-\infty \leq a<b\leq \infty )}가 임의의 {\displaystyle [\alpha ,\beta ]\subseteq (a,b)} 위의 적분 가능 함수라고 할 때, {\displaystyle f}의 이상 적분은 다음과 같은 극한이다.
{\displaystyle \int _{a}^{b}f(x)\mathrm {d} x=\lim _{\alpha \to a+0}\lim _{\beta \to b-0}\int _{\alpha }^{\beta }f(x)\mathrm {d} x=\lim _{\alpha \to a+0}\int _{\alpha }^{\frac {a+b}{2}}f(x)\mathrm {d} x+\lim _{\beta \to b-0}\int _{\frac {a+b}{2}}^{\beta }f(x)\mathrm {d} x}
또한, 실수 함수 {\displaystyle f\colon [a,b]\to \mathbb {R} \qquad (-\infty <a<c<b<\infty )}가 임의의 {\displaystyle [a,\delta ]\subseteq [a,c)} 및 {\displaystyle [\gamma ,b]\subseteq (c,b]} 위의 적분 가능 함수라고 할 때, {\displaystyle f}의 이상 적분은 다음과 같은 극한이다.
{\displaystyle \int _{a}^{b}f(x)\mathrm {d} x=\lim _{\delta \to c-0}\lim _{\gamma \to c+0}\left(\int _{a}^{\delta }f(x)\mathrm {d} x+\int _{\gamma }^{b}f(x)\mathrm {d} x\right)=\lim _{\delta \to c-0}\int _{a}^{\delta }f(x)\mathrm {d} x+\lim _{\gamma \to c+0}\int _{\gamma }^{b}f(x)\mathrm {d} x}
위와 같은 여러 경우에, 만약 피적분 함수가 직접 적분하지 못하는 곳의 임의의 근방에서 무계 함수라면, 그 이상 적분을 특이 적분(特異積分, 영어: singular integral)이라고 한다.

### 무한대 적분
특히, 실수 함수 {\displaystyle f\colon [a,\infty )\to \mathbb {R} \qquad (a\in \mathbb {R} )}가 임의의 {\displaystyle [a,\beta ]\subseteq [a,\infty )} 위의 적분 가능 함수라고 할 때, {\displaystyle f}의 이상 적분은 다음과 같은 극한이다.
{\displaystyle \int _{a}^{\infty }f(x)\mathrm {d} x=\lim _{\beta \to \infty }\int _{a}^{\beta }f(x)\mathrm {d} x}
마찬가지로, 실수 함수 {\displaystyle f\colon (-\infty ,b]\to \mathbb {R} \qquad (b\in \mathbb {R} )}가 임의의 {\displaystyle [\alpha ,b]\subseteq (-\infty ,b]} 위의 적분 가능 함수라고 할 때, {\displaystyle f}의 이상 적분은 다음과 같은 극한이다.
{\displaystyle \int _{-\infty }^{b}f(x)\mathrm {d} x=\lim _{\alpha \to -\infty }\int _{\alpha }^{b}f(x)\mathrm {d} x}
또한, 실수 함수 {\displaystyle f\colon \mathbb {R} \to \mathbb {R} }가 임의의 {\displaystyle [\alpha ,\beta ]\subseteq \mathbb {R} } 위의 적분 가능 함수라고 할 때, {\displaystyle f}의 이상 적분은 다음과 같은 극한이다.
{\displaystyle \int _{-\infty }^{\infty }f(x)\mathrm {d} x=\lim _{\alpha \to -\infty }\lim _{\beta \to \infty }\int _{\alpha }^{\beta }f(x)\mathrm {d} x=\lim _{\alpha \to -\infty }\int _{\alpha }^{0}f(x)\mathrm {d} x+\lim _{\beta \to \infty }\int _{0}^{\beta }f(x)\mathrm {d} x}
이와 같이 적분 상한이 양의 무한대이거나, 적분 하한이 음의 무한대인 이상 적분을 무한대 적분(無限大積分)이라고 한다.

### 코시 주요값
(수렴하지 않을 수 있는) 이상 적분에 대하여 코시 주요값(Cauchy主要-, 영어: Cauchy principal value) 또는 코시 주치(Cauchy主値)라 불리는 값을 줄 수 있다. 즉, 이상 적분
{\displaystyle \int _{a}^{b}f(x)\mathrm {d} x=\lim _{\gamma _{1}\to c_{0}+0}\lim _{\delta _{1}\to c_{1}-0}\cdots \lim _{\gamma _{n}\to c_{n-1}+0}\lim _{\delta _{n}\to c_{n}-0}\sum _{k=1}^{n}\int _{\gamma _{k}}^{\delta _{k}}f(x)\mathrm {d} x}
의 코시 주요값은
{\displaystyle \operatorname {PV} \int _{a}^{b}f(x)\mathrm {d} x=\lim _{\epsilon \to 0+0}\sum _{k=1}^{n}\int _{c_{k-1}+\epsilon }^{c_{k}-\epsilon }f(x)\mathrm {d} x}
이다. 특수한 경우의 이상 적분의 코시 주요 값은 다음과 같다.
| 이상 적분 | 코시 주요값 |
| --- | --- |
| {\displaystyle \int _{a}^{b}f(x)\mathrm {d} x=\lim _{\alpha \to a+0}\lim _{\beta \to b-0}\int _{\alpha }^{\beta }f(x)\mathrm {d} x}                                               | {\displaystyle \operatorname {PV} \int _{a}^{b}f(x)\mathrm {d} x=\lim _{\epsilon \to 0+0}\int _{a+\epsilon }^{b-\epsilon }f(x)\mathrm {d} x}                                             |
| {\displaystyle \int _{a}^{b}f(x)\mathrm {d} x=\lim _{\delta \to c-0}\lim _{\gamma \to c+0}\left(\int _{a}^{\delta }f(x)\mathrm {d} x+\int _{\gamma }^{b}f(x)\mathrm {d} x\right)} | {\displaystyle \operatorname {PV} \int _{a}^{b}f(x)\mathrm {d} x=\lim _{\epsilon \to 0+0}\left(\int _{a}^{c-\epsilon }f(x)\mathrm {d} x+\int _{c+\epsilon }^{b}f(x)\mathrm {d} x\right)} |
| {\displaystyle \int _{-\infty }^{\infty }f(x)\mathrm {d} x=\lim _{\alpha \to -\infty }\lim _{\beta \to \infty }\int _{\alpha }^{\beta }f(x)\mathrm {d} x}                         | {\displaystyle \operatorname {PV} \int _{-\infty }^{\infty }f(x)\mathrm {d} x=\lim _{\gamma \to \infty }\int _{-\gamma }^{\gamma }f(x)\mathrm {d} x}                                     |

## 주요 적분의 이상 적분

### 리만 적분
(이상 적분을 사용하지 않는) 리만 적분은 유계 함수의 유계 구간 위의 적분에 제한된다. 그러나, 이상 적분을 사용하는 리만 적분은 무계 함수의 적분이나, 무계 구간 위의 적분이 일부 허용된다. 리만 적분은 르베그 적분보다 좁은 의미의 적분이나, 이상 적분을 사용하는 리만 적분은 르베그 적분에서만 가능했던 적분이 일부 허용되며, 르베그 적분에서 불가능한 적분 역시 일부 허용된다.

### 헨스톡-쿠르츠바일 적분
이상 적분을 사용하는 헨스톡-쿠르츠바일 적분은 이상 적분을 사용하지 않는 헨스톡-쿠르츠바일 적분의 적분 가능 함수의 범위를 넓혀주지 못한다. 즉, 헨스톡-쿠르츠바일 적분에서는 이상 적분을 사용할 필요가 없다.

## 성질

### 수렴성
적분 가능 함수의 이상 적분은 수렴하며, 그 값은 이상 적분을 사용하지 않은 적분 값과 같다.
이상 적분은 급수와 달리 수렴(또는 절대 수렴)하더라도, 함수가 0에 수렴할 필요가 없으며, 유계 함수일 필요가 없다.
극한값이 존재하면 이상적분은 수렴한다. 또한 이상적분이 무한대로 발산하는 경우 또한 존재한다.
{\displaystyle \lim _{b\to \infty }\int _{1}^{b}{\frac {1}{x}}\,dx=\infty .}
어떤 이상적분은 특별한 방향없이 발산하는 경우도 있다.
{\displaystyle \lim _{b\to \infty }\int _{1}^{b}x\sin x\,dx,}
위와 같은 적분은 확장된 실수 내에서도 값이 존재하지 않는다.
적분 구간의 양 끝값이 무한인 경우, 임의의 실수 c에 대해
{\displaystyle \int _{-\infty }^{c}f(x)\,dx} 와 {\displaystyle \int _{c}^{\infty }f(x)\,dx}가 수렴하면
{\displaystyle \int _{-\infty }^{\infty }f(x)\,dx=\int _{-\infty }^{c}f(x)\,dx+\int _{c}^{\infty }f(x)\,dx}이다.
만약 둘 중 하나라도 발산한다면 적분 구간의 양 끝값이 무한인 f(x)의 이상적분은 발산한다.
함수에 따라서는 이러한 적분구간의 양 끝값이 무한인 경우라도 적분값이 수렴하는 경우도 있다. 예를 들어 가우스 적분(Gaussian integral) {\displaystyle \int _{-\infty }^{\infty }e^{-x^{2}}\,dx={\sqrt {\pi }}}이 있다.
이상 적분과 관련된 가장 주요문제는 다음 두 가지이다.
- 극한이 존재하는가?
- 극한을 계산할 수 있는가?

첫 번째 질문은 해석학의 문제이다. 두 번째 질문은 미적분학에서 다루지만 종종 복소해석학의 경로적분법(contour integration)이나   푸리에 해석 등의 고급 기법을 동원하는 경우도 있다.

## 예
다음 적분은 적분구간이 무한하므로 통상적인 리만 적분으로는 값을 계산할 수 없다.
{\displaystyle \int \limits _{1}^{\infty }{\frac {1}{x^{2}}}\,dx}
그러나 리만 적분의 극한값으로 그 값을 정의할 수 있다.
{\displaystyle \lim _{b\to \infty }\int \limits _{1}^{b}{\frac {1}{x^{2}}}\,dx=\lim _{b\to \infty }\left[-{\frac {1}{b}}+{\frac {1}{1}}\right]=1.}
다음과 같은 적분도 함수가 구간내에서 발산하므로 역시 리만 적분으로 계산할 수 없다.
{\displaystyle \int \limits _{0}^{1}{\frac {1}{\sqrt {x}}}\,dx.}
그러나 적분의 극한값을 이용하여 그 값을 정의할 수 있다.
{\displaystyle \lim _{a\to 0^{+}}\int \limits _{a}^{1}{\frac {1}{\sqrt {x}}}\,dx=\lim _{a\to 0^{+}}\left[2{\sqrt {1}}-2{\sqrt {a}}\right]=2,}